# Sinharaja skogsreservat
Sinharaja skogsreservat är en nationalpark på sydvästra Sri Lanka och ligger i distrikten Ratnapura, Galle och Matara.
Sinharaja är Sri Lankas sista jungfruliga tropiska regnskog. 

## Historia
Redan 1875 blev större delen av det nuvarande området skogsreservat under det brittiska koloniala styret av Ceylon. Resten av området föreslogs som skogsreservat redan under början av 1900-talet och dessa båda områden tillsammans, Sinharaja skogsreservat, fick 1978 statusen biosfärsreservat av Unesco och blev 1988 uppsatt på Unescos Världsarvslista.
Reservatets namn "Sinharaja" är uppbyggt av de singalesiska orden för lejon sinha och kung raja, dvs lejonkungen.

## Geografi & klimat
Sinharaja har en yta på 112 km2 på sydvästra Sri Lanka i öns regniga zon där det i snitt regnar 3 000–6 000 mm relativt jämnt fördelat under året och medeltemperaturen varierar mellan 20 och 25 °C. Parken sträcker sig från längst ett böljande landskap från väster till öster på en höjd mellan 200 och 1 300 meter över havet.

## Växtliv
I Sinharaja kan man hitta två huvudtyper av skog. Den jungfruliga skogstyptypen dipterocarpusskog växer i dalarna och i övrigt finns skog som uppstått som resultat av svedjeburk och gummi- och teplantager.
337 vedartade växter har hittats Sinharaja av vilka 192 är endemiska och 116 globalt hotade. Det gör Sinharaja till den med flest arter av vedartade växter på Sri Lanka.

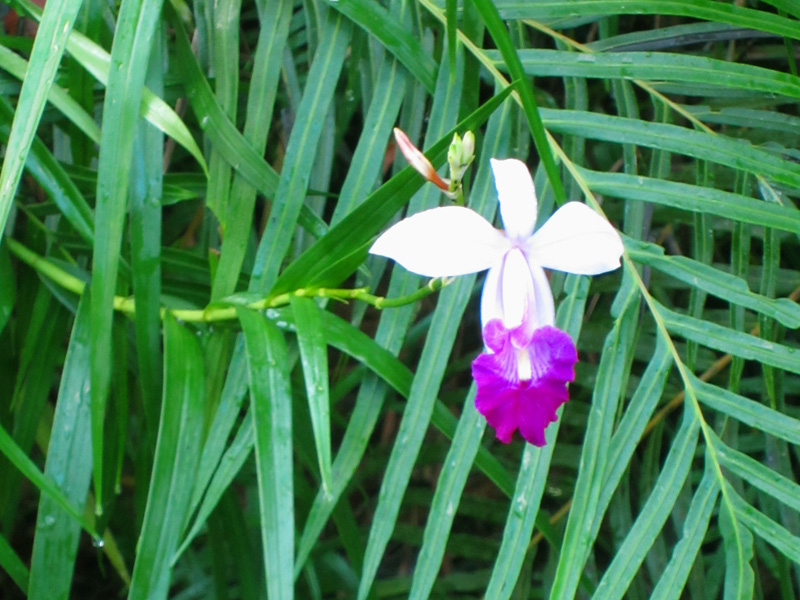
Bambuorkidé
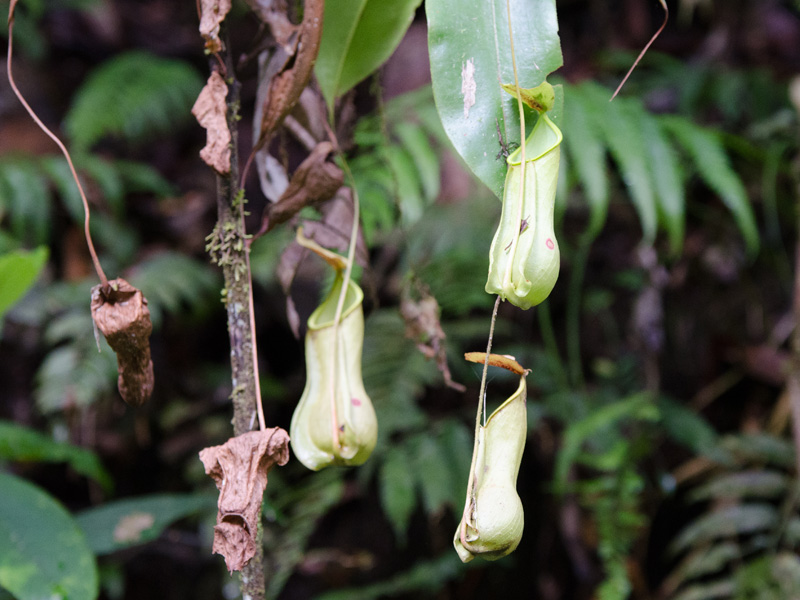
Köttätande endemisk kannranka

## Djurliv
Djuren kan vara svåra att se och dokumentera på grund av den täta vegetationen och även bland djuren finns ett stort antal endemiska arter, särskilt bland däggdjur, fåglar och fjärilar. 
Den hotade lankesiska leoparden finns i reservatet men ses sällan. Vanligare är hjortdjuret muntjak, sambarhjort, mushjort och den vanligaste primaten är den endemiska purpurfärgade languren (trachypithecus vetulus). 

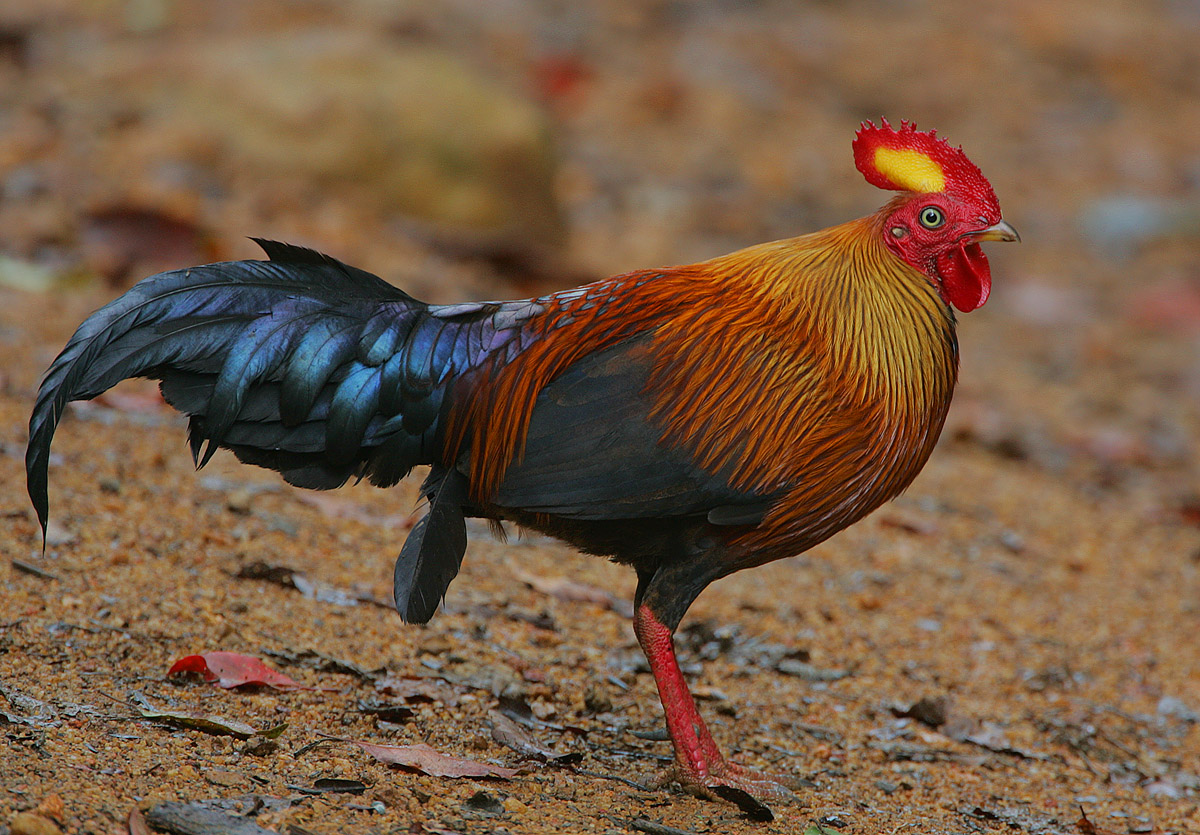
Singalesisk bankivahöna
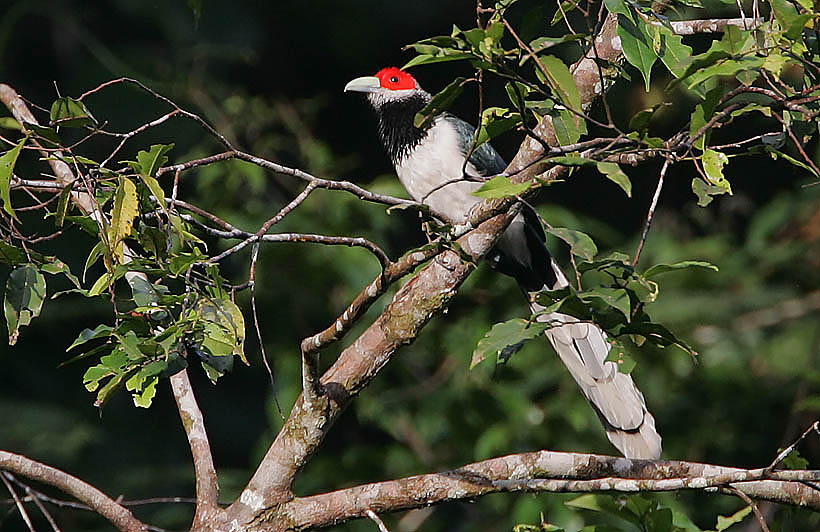
Rödhuvad malkoha
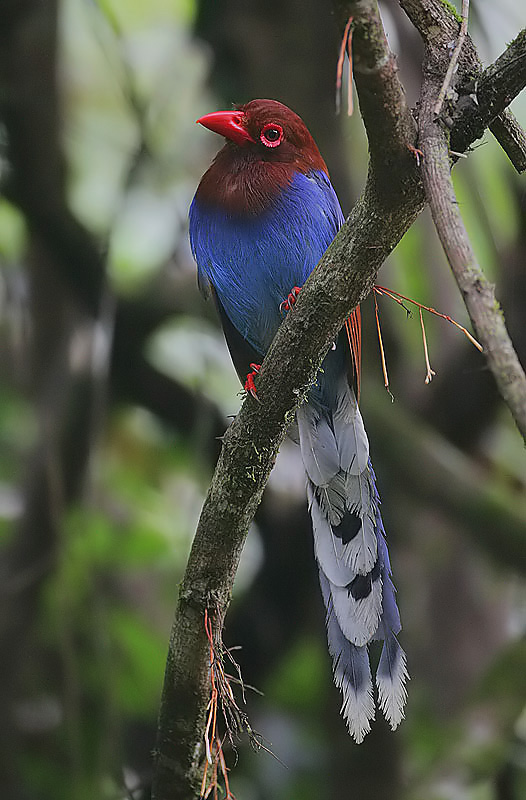
Ceylonblåskata

Bland de ovanligare fåglarna i reservatet kan nämnas ceylonduva, lankasporrgök, vithuvad stare, ceylonblåskata och rödhuvad malkoha.

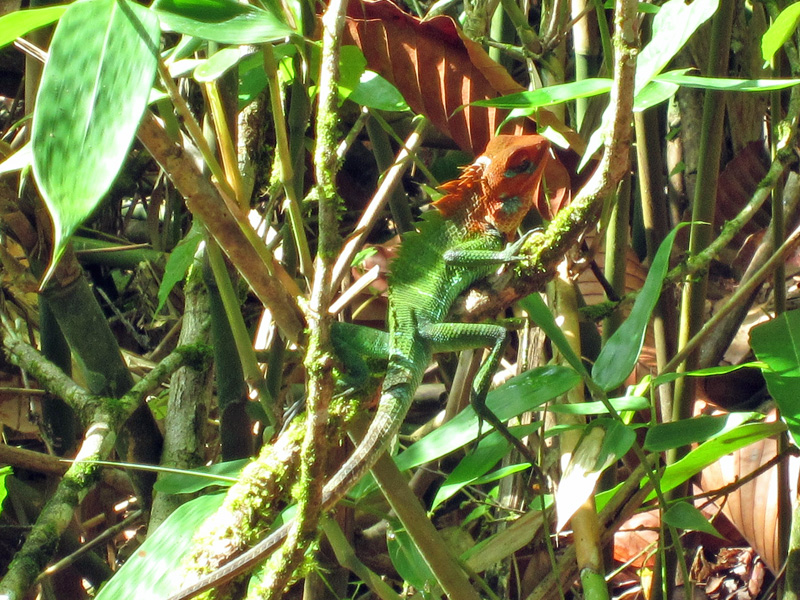
Endemisk grön skogsödla
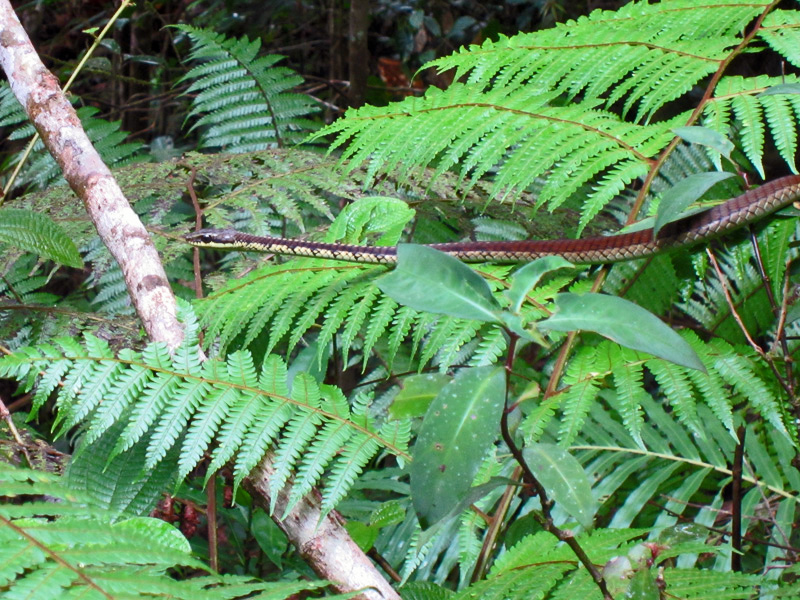
Bronsryggorm
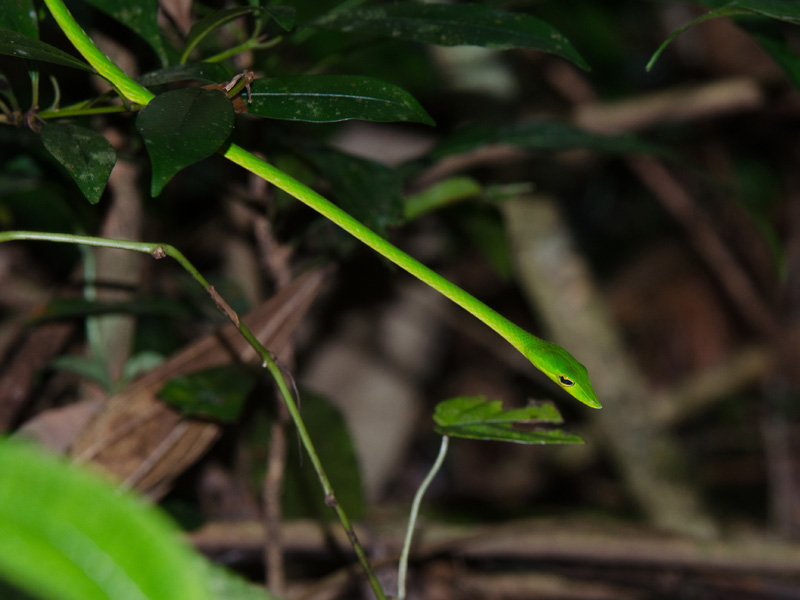
Pisksnok

I parken finns pytonormar och en stor mängd endemiska reptiler och amfibier.